# 太平洋天竺鯛
太平洋天竺鯛，為輻鰭魚綱鈎頭魚目天竺鯛科的其中一個種。

## 分布
本魚分布於東太平洋區，包括墨西哥、尼加拉瓜、宏都拉斯、瓜地馬拉、薩爾瓦多、哥斯大黎加、秘魯、哥倫比亞、厄瓜多、加拉巴哥群島等海域。

## 深度
水深0至30公尺。

## 特徵
本魚體延長而側扁，眼大，口大略下位。魚體呈紅色或粉紅色，側線明顯，側線鱗片24至26枚，被櫛鱗，從吻部至鰓蓋具一褐色縱紋，另外在第二背鰭有一橫紋，其延伸側線上方，背鰭硬棘6枚；背鰭軟條9枚；臀鰭硬棘2枚；臀鰭軟條8枚，體長可達10公分。

## 生態
本魚棲息於岩礁區，白天躲藏洞穴中，夜間出來覓食，屬肉食性。繁殖期時，雄魚具有口孵習性，卵約7日化成仔魚，由雄魚吐出，具短暫的仔魚飄浮期。

## 經濟利用
不具任何經濟價值。